# Salas Altas
Salas Altas es un municipio español de la provincia de Huesca, comunidad autónoma de Aragón.

## Demografía
Salas Altas cuenta con una población de 296 habitantes (INE 2024).
| Gráfica de evolución demográfica de Salas Altas entre 1842 y 2021                                                   |
| |
| Población de derecho según los censos de población del INE Población de hecho según los censos de población del INE |

## Administración y política
| Período   | Alcalde                        | Partido |  |
| --------- | ------------------------------ | ------- |  |
| 1979-1983 | Francisco Trell Pueyo          | UCD     |  |
| 1983-1987 |                                |         |  |
| 1987-1991 |                                |         |  |
| 1991-1995 |                                |         |  |
| 1995-1999 |                                |         |  |
| 1999-2003 |                                |         |  |
| 2003-2007 |                                | PSOE    |  |
| 2007-2011 | María Concepción Subías Tricas | PSOE    |  |
| 2011-2015 | María Concepción Subías Tricas | PSOE    |  |
| 2015-2019 | María Concepción Subías Tricas | PSOE    |  |
| 2019-2023 | Dª Mª Isabel Lisa López        | PSOE    |  |
| 2023-2027 | Dª Mª Isabel Lisa López        | PSOE    |  |

| Partido político    | Partido político                                   | 2003   | 2007   | 2011   | 2015   | 2019   | 2023   |
| Partido político    | Partido político                                   | Ediles | Ediles | Ediles | Ediles | Ediles | Ediles |
|                     | Partido de los Socialistas de Aragón (PSOE-Aragón) | 4      | 5      | 5      | 5      | 5      | 5      |
|                     | Partido Popular de Aragón (PP)                     | 3      | 2      | 2      | 1      | 1      | 2      |
|                     | Aragón Sí Puede                                    | —      | —      | —      | 1      | —      | —      |
|                     | Agrupación Salas Altas                             | —      | —      | —      | —      | 1      | —      |
| Total de concejales | Total de concejales                                | 7      | 7      | 7      | 7      | 7      | 7      |

## Fiestas
El 2 de febrero son las fiestas mayores en honor a la Virgen de la Candelera.

## Personas destacadas
- Paz Ríos Nasarre
- Rafael Vidaller Tricas